# Valjoux
Valjoux SA, anciennement Reymond Frères SA, est une société horlogère suisse fondée aux Bioux en 1901. 
Spécialisée dans la fabrication d'ébauches de chronographes, elle rejoint Ébauches SA en 1944 puis est absorbée par ETA Manufacture Horlogère SA en 1965. Son nom provient de la contraction de « Vallée de Joux », région située dans le Jura suisse, au sein de la Watch Valley, où est implantée la fabrique.